# Pinax theatri botanici

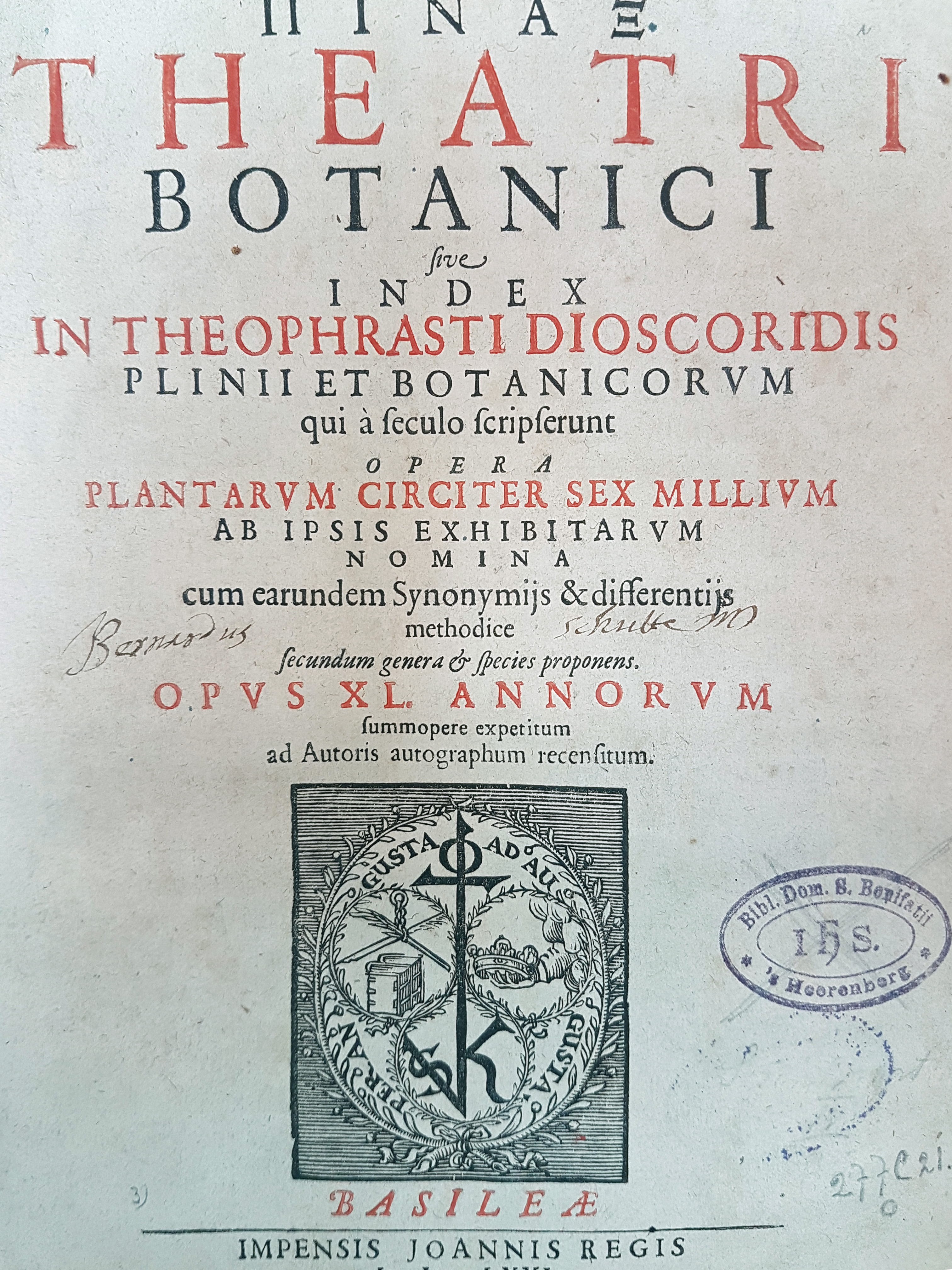
Page de titre du Pinax theatri botanici (édition de 1671).

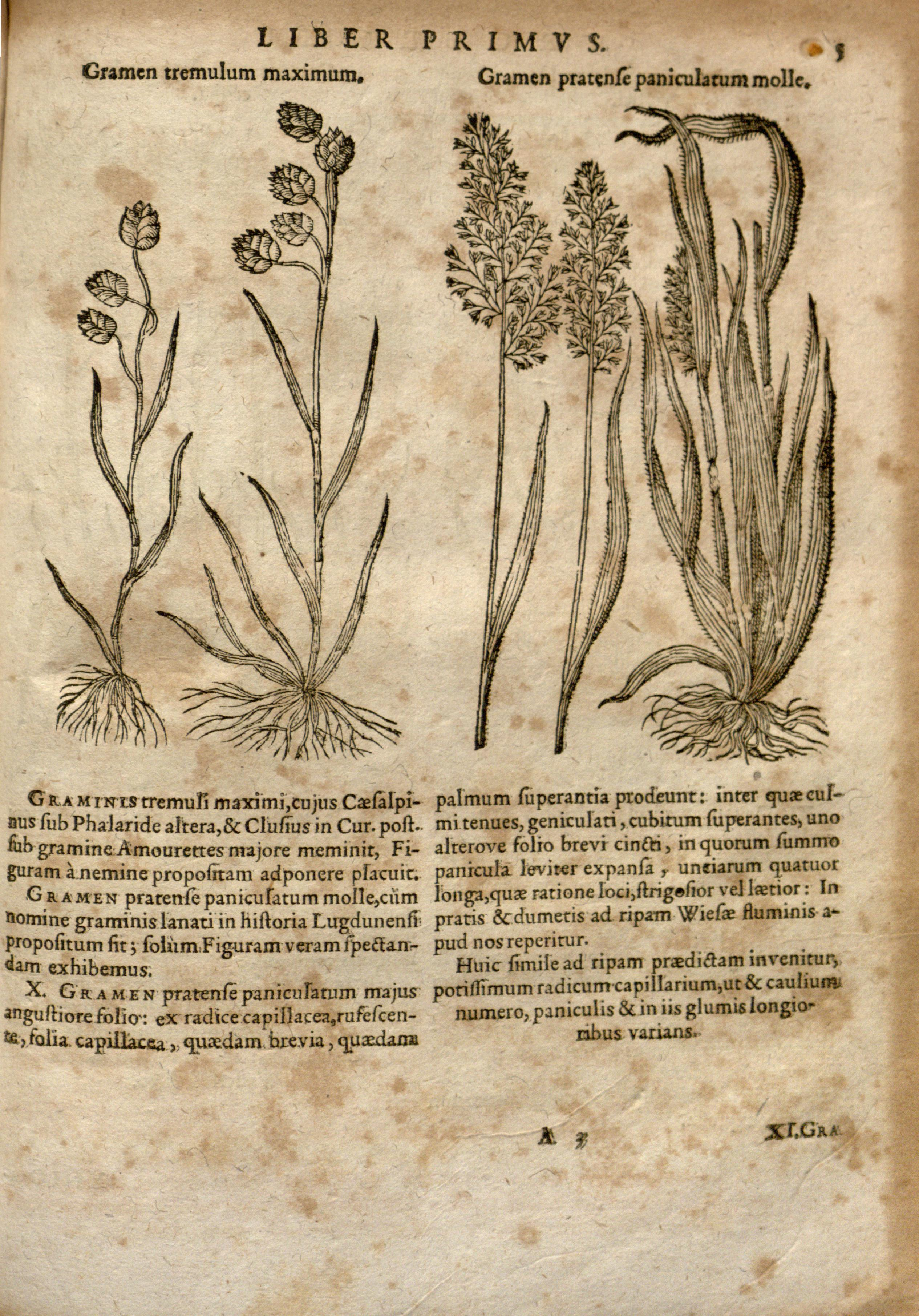
Page 5 (graminées) du Pinax theatri botanici (édition de 1671).

Pinax theatri botanici (Exposition illustrée de plantes) est un ouvrage de botanique écrit par le botaniste suisse Gaspard Bauhin (1560-1624) et publié à Bâle en 1623 sous le titre complet de Pinax theatri botanici, sive Index in Theophrasti Dioscoridis, Plinii et Botanicorum qui a saeculo scripserunt opera. Il traite de plus de 6 000 espèces de plantes et est considéré comme la plus haute expression des herbiers européens de la Renaissance. La nomenclature utilisée par Bauhin dans cet ouvrage a eu une grande influence sur des botanistes renommés tels John Ray (1628-1707), Joseph Pitton de Tournefort (1656-1708), et même Linné (1707-1778).

## Description
Le système de classification utilisé par Bauhin dans ce travail n'est pas particulièrement innovant, car il utilise des catégories traditionnelles, auxquelles il ajoute d'autres caractéristiques liées à l'utilisation des plantes. Par exemple, il regroupe toutes les épices ou plantes aromatiques dans le groupe Aromata. Cependant, il a correctement regroupé toutes les espèces de graminées et légumineuses. Il a introduit plusieurs noms de genres qui vont être plus tard utilisés par Linné et ses successeurs. Pour décrire les espèces, par exemple, il a synthétisé leur description de façon à n'utiliser que quelques mots et, dans de nombreux cas, un seul.